# 습관화
습관화(習慣化, 영어: habituation)는 학습의 가장 단순한 형태 중 하나로, 정보가 적거나 아예 없는 자극에는 반응을 일으키지 않는 것을 말한다. 하지만 영속성이라는 점에서 습관화는 대부분의 줄어든 반응(성숙이나 주기적 순환에 따른 변화는 제외)과 구별된다.

## 의의
습관화를 통해 동물들은 생존과 번식에 관련이 없는 자극에 대해 시간이나 에너지를 낭비하지 않게 하고 생존과 밀접하게 관련된 행동들에 자신들의 에너지를 집중시킬 수 있게 해 준다. 이 과정을 통해서 동물들은 다음 세대의 유전자 풀에 개체의 적응도를 증가시키는 이점이 있다.

## 습관화의 과정
습관화한 동물들은 자극이 어느 정도 주어지지 않다가 그 자극이 다시 가해져도 그 전의 반응을 다시 보여주지 않는다.
또 자극을 다시 받아서 정상적인 반응이 나타나도 그 반응은 전보다 빨리 사라진다.
따라서 이 경우 계속 자극을 주었다가 안 주었다가를 반복하면 나중에는 그 자극에 아무런 반응을 보이지 않는다.

## 예시
대표적인 습관화의 예는 다음과 같다.
- 우리들이 옷을 입으면 옷감이 피부에 닿는 느낌이 약화된다.
- 많은 포유류들과 새들이 같은 종이 내는 경고음에 바로 반응하지만 경고음이 난 이후에도 실질적인 생존에 위협이 없다면 점차 이에 익숙해져 더 이상 반응하지 않는 것[1]
- 어느 정도 짜거나 쓴 음식을 계속 먹을 경우 짠 맛이 잘 안 느껴지는 경우
- 신발을 신어도 걷다 보면 신발을 신은 느낌이 나지 않는 경우

## 같이 보기
- 콘라트 로렌츠
- 속성내성